# Летописци на Априлското въстание
Летописци на Априлското въстание е книга-албум с илюстрациии от Христо Коев и Танчо Шабанов.     
Книгата съдържа рисунки, 17 броя с автор Христо Коев и 12 от Тончо Шабанов. Към тях има биографични бележки за първите илюстратори на Априлското въстание, по които авторски колектив съставя книгата. Описани са картините, личностите и събитията които картините представят. Двамата художника са самобитни творци, без специално художествено образование.
Картините на Христо Коев и Танчо Шабанов са хроника на събитията около въстанието в Копривщица през 1876 г., Те са снабдени с кратки описания на събитията, е и са единствения подобен труд в годините на българското Възраждане.

## Издание на албума
- Христо Коев, Танчо Шабанов. Летописци на априлското въстание.   София, Български художник, 1966. с. 82. (на български)

## Други издания с автор Танчо Шабанов
- Шабанов, Танчо. Описание на живота ми в Кипър.   Никозия, Министерство на външните работи на Република Кипър, 2012. с. 56. (на български)
- Шабанов, Танчо. Описание на живота ми в Кипър.   Никозия, Министерство на външните работи на Република Кипър, 2012. σ. 56. (на гръцки)